# سیارک ۵۴۱۵
سیارک ۵۴۱۵ (به انگلیسی: 5415 Lyanzuridi، نامگذاری:1978TB2) پنج هزار و چهارصد و پانزدهمین سیارک کشف شده‌است که در ۳ اکتبر ۱۹۷۸ کشف شد.
قدر مطلق سیارک برابر ۱۳٫۸۰ است.